# Ryssnäs
Ryssnäs este o arie protejată (arie specială de conservare — SAC, sit de importanță comunitară — SCI, arie de protecție specială avifaunistică — SPA) din Suedia întinsă pe o suprafață de 212,9 ha, integral pe uscat.

## Localizare
Centrul sitului Ryssnäs este situat la coordonatele 57°51′08″N 19°07′03″E / 57.8523°N 19.1175°E.

## Înființare
Situl Ryssnäs a fost declarat sit de importanță comunitară în aprilie 2004 pentru a proteja 4 specii de animale. Alte tipuri de protecție:
- arie de protecție specială avifaunistică (în aprilie 2004)[4]
- arie specială de conservare (în martie 2011)[3][5][6]

## Biodiversitate
Situată în ecoregiunile boreală și marină baltică, aria protejată conține 7 habitate naturale: Pășuni din zone de pădure fino-scandinave, Alvar nordic și șisturi calcaroase precambriene, Vegetație perenă pe țărmurile stâncoase, Mlaștini calcaroase cu Cladium mariscus și specii de Caricion davallianae, Pajiști cu Molinia pe soluri calcaroase, turboase sau argilos-nămoloase (Molinion caeruleae), Taiga vestică, Pajiști uscate seminaturale și facies de acoperire cu tufișuri pe substraturi calcaroase (Festuco-Brometalia) (* situri importante pentru orhidee).
La baza desemnării sitului se află mai multe specii protejate de  păsări (4): ciocârlie de pădure (Lullula arborea), chiră mică (Sterna albifrons), chiră de baltă (Sterna hirundo), Sterna paradisaea